# АР (телеканал)
«АР» — первый армянский независимый частный телеканал, начавший вещание 23 января 1996 года. Телеканал основал предприниматель Меружан Тер-Гуланян. Сигналы канала распространяются на Ереван, а также на области Армавир, Котайк, Арарат и Арагацотн, в некоторых частях Гегаркуника, а также на интерактивном кабельном телевидении Ростелеком, Ucom на всей территории Республики Армения по различным каналам и за пределами Республики. Также канал доступен по всем кабельным сетям Армении. Канал прекратил вещание 21 января 2021 года.

## История
В 2003 году у телекомпании сменился собственник. Грант Варданян включил его в список «Grand Holding». Информационная программа «Սուրհանդակ» (Посланник) была переименована в «Ազդարար» (Диктор) и в 2003 году она считалась самой рейтинговой.
С 1 марта 2008 года по 30 июня 2016 года Алик Акопян возглавлял пресс-службу телекомпании. 1 июля 2016 года пресс-службу возглавила ведущая Ева Меграбян.
21 января 2021 года телеканал сменил телеканал «Нур ТВ».

## Программы
Основная информационная программа телеканала — «Ազդարար» (Диктор), которая выходит в эфир пять раз в день. Журналисты телеканала освещали визиты первого лица Армении в Германию, Швецию, Швейцарию, Россию и другие страны.
Помимо новостной программы, с 2003 года на «АР» транслировалась программа «Ճանապարհ» (Путь), которую вёл политолог Арцрун Пепанян. В программе приняли участие Серж Саргсян, Вардан Осканян, Андраник Маргарян и другие известные политики. Позже программа стала ток-шоу. К программам телеканал также относятся «Հատուկ թղթակից» (Специальный корреспондент), «Մեր մեծերը» (Наши великие), «Փնտրեք կնոջը» (Ищи женщину).
С 2013 года все сериалы были убраны из эфира «АР».